# Dobrovo, Kiustendil
Dobrovo (în bulgară Доброво) este un sat în comuna Boboșevo, regiunea Kiustendil,  Bulgaria. 

## Demografie
Componența etnică a satului Dobrovo
     Bulgari (100%)
     Nicio identificare (0%)
     Altele (0%)
La recensământul din 2011, populația satului Dobrovo era de 60 locuitori. Din punct de vedere etnic, majoritatea locuitorilor (100,0%) erau bulgari. Pentru 0,0% din locuitori nu este cunoscută apartenența etnică.